# لامپ ال‌ئی‌دی

طرز کار LED

شمای انرژی LED در هنگام تابش نور

لامپ ال‌ای‌دی (به انگلیسی: LED lamp) نوعی از لامپ‌های حالت جامد است که از دیود نورگسیل برای روشنایی، استفاده می‌کند. این لامپ‌ها که در ابتدا بیشتر به عنوان یک چراغ قرمز رنگ در درون دستگاه‌های الکترونیکی کاربرد داشتند، با توجه به مصرف برق کم نسبت به دیگر لامپ‌ها، عمر بسیار بالا و فناوری جدید ساخت به رنگ‌های دیگر توانسته‌اند جای خود را در صنعت روشنایی در دنیا باز کنند.
لامپ‌های LED کارایی و طول عمر و بازده انرژی بالایی دارند که چند برابر لامپ‌های رشته‌ای است و از دیگر لامپ‌های فلورسنت (به انگلیسی: Fluorescent lamp) به شکل قابل ملاحظه ای کارآمدتر هستند. ادعا شده که آن‌ها حتی قادر به انتشار بیش از ۳۰۰ لومن در هر وات توسط برخی از تولیدکنندگان LED هستند. پیش‌بینی می‌شود که بازار لامپ‌های LED در دهه آینده بیش از دوازده برابر شود؛ و این رقم از ۲ میلیارد دلار در آغاز سال ۲۰۱۴ تا ۲۵ میلیارد دلار در سال ۲۰۲۳ رشد سالیانه ۲۵٪ داشته باشد. در شاخص بهبود راندمان مصرف نیز از سال ۲۰۱۶ به بعد، میزان مصرف انرژی لامپ‌های LED به حدود ۱۰ درصد میزان مصرف لامپ‌های رشته‌ای رسیده است.
LED مخفف کلمات Light emitting diode است که معنای دیود ساطع‌کننده نور را می‌دهد. دیودهای ساطع‌کننده نور در واقع جزء خانواده دیودها هستند که زیرگروه نیمه هادی‌ها به‌شمار می‌آیند. خاصیتی که LEDها را از سایر نیمه‌هادی‌ها متمایز می‌کند این است که با گذر جریان الکتریکی از آن‌ها مقداری انرژی به صورت نور از آن‌ها ساطع می‌شود.
کارشناسان معتقدند که لامپ‌های معمولی یا همان لامپ‌ها رشته‌ای یکی از مهم‌ترین دلایل افزایش مصرف انرژی و در نتیجه افزایش حجم تولید گازهای گلخانه‌ای در جهان می‌باشند؛ بنابراین بسیاری از کشورها، برنامه چند ساله‌ای را برای جایگزینی مدل‌های دیگر لامپ به جای لامپ‌های رشته‌ای تدوین کرده‌اند تا شاید بتوانند در دراز مدت استفاده از لامپ‌های رشته‌ای و به تبع آن حرارت زمین را کاهش دهند. به همین دلیل استفاده از لامپ‌های کم‌مصرف، فلورسنت و … مرسوم شد و برخی کشورها مردم را ملزم به استفاده از این لامپ‌ها کرده‌اند. البته ذکر این نکته لازم است که استفاده از لامپ‌های LED در تولید تلویزیون محدودیت‌هایی دارد که یکی از آن‌ها محدودیت استفاده از این تکنولوژی در اندازه‌های پایین است.

## کاربردهای LED

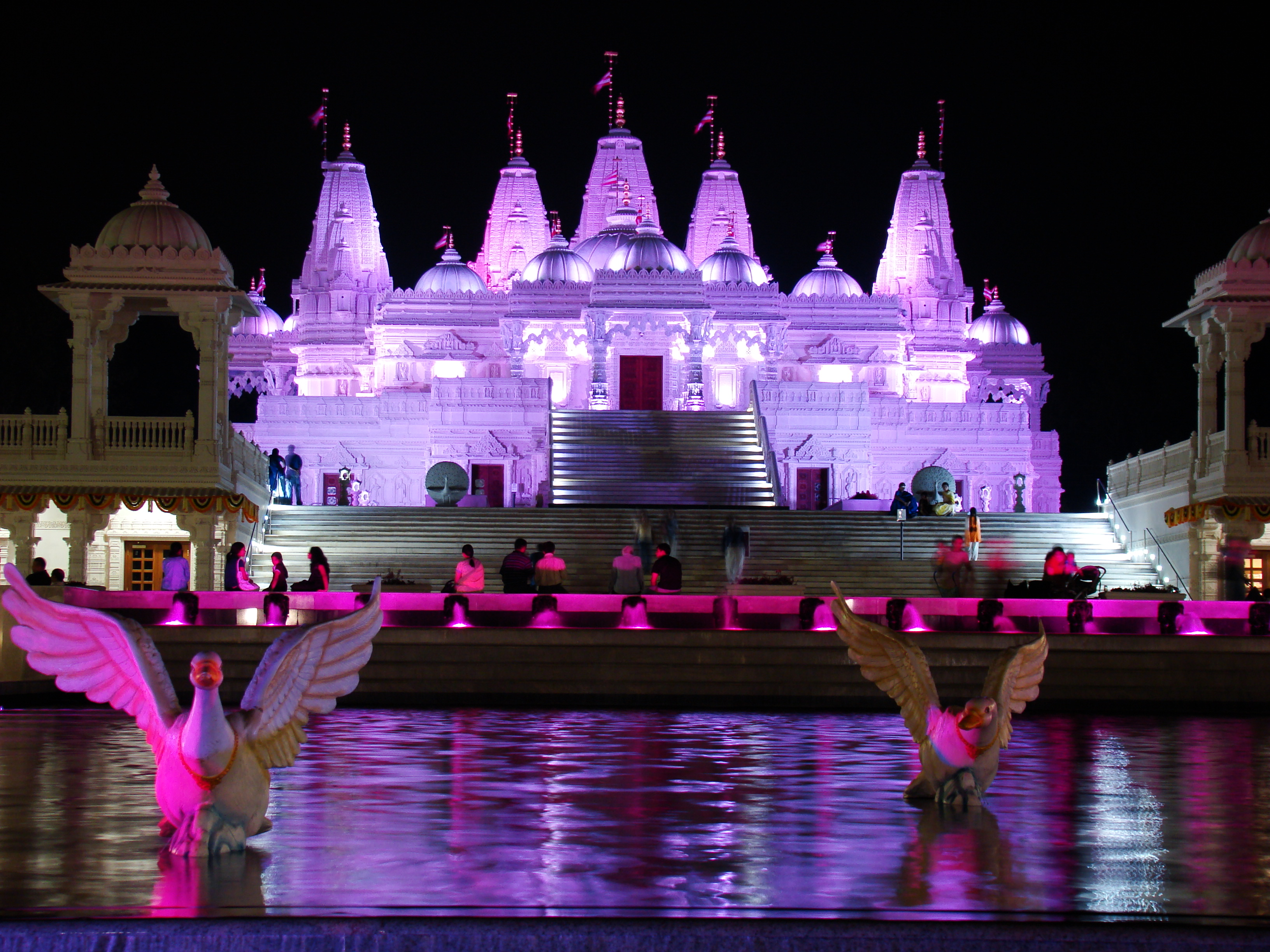
نورپردازی ساختمان‌ها با چراغ‌های LED نما

LEDها که از دهه‌های گذشته در تجهیزات الکترونیک مورد استفاده قرار می‌گرفتند، عموماً برای نمایش خاموش یا روشن بودن نمایشگرها در لوازم مولتی‌مدیا و نیز نشانگر آماده به کار بودن لوازم الکتریکی و ماشین‌آلات مورد استفاده قرار گرفتند. اما در حال حاضر چیپ‌های LED با شارنوری بالا، در صنایع روشنایی هم نقش بسزایی دارند. بزرگ‌ترین ایراد لامپ‌های LED رنگ آن‌ها بود. اما اکنون به آسانی با تغییر در ساختار فیزیکی و مواد تشکیل‌دهنده LED، نور در رنگ‌ها و شدت‌های مختلف و با طول موج مشخص با رنگ کاملاً خالص تولید می‌شود. به عبارتی LEDها فاقد پرتوهای مادون قرمز و فرابنفشی هستند که سایر صنایع روشنایی ایجاد می‌کنند و LEDها به سلامت چشم و محیط آسیب نمی‌رسانند. LEDهای سفید قابلیت تولید همه رنگ‌ها را داشته و علاوه بر آن از انرژی بسیار کمتری در مقایسه با سایر لامپ‌ها و LEDهای قدیمی، برای تولید روشنایی استفاده می‌کنند. به همین دلیل روز به روز استفاده از آن‌ها بیشتر شده است. با توجه به مزایای استفاده از لامپ‌های LED پپش‌بینی می‌شود تا کمتر از ۵ سال آینده شاهد تحولات عمده‌ای در عرصه محصولات روشنایی و حتی تصویری باشیم. لامپ‌های LED همچنین شماره ا را روی ساعت‌های دیجیتالی نشان می‌دهند، اطلاعات را از کنترل تلویزیون می‌فرستند و نور آن‌ها نشان می‌دهد که چه زمانی تلویزیون روشن است.

## مزایا و معایب لامپ‌های ال‌ای‌دی (LED)
۱) طول عمر: اولین و مهم‌ترین معیار، طول عمر لامپ‌های LED می‌باشد لامپ‌های LED طول عمری بین ۵۰ هزار تا ۶۰ هزار ساعت دارند. این طول عمر در مقایسه با لامپ‌های دیگر بسیار بیشتر است.
۲) بازده نوری (lum/watt): از دیگر مزیت‌های لامپ‌های LED می‌توان به بازده نوری بالای این لامپ‌ها اشاره نمود. در حال حاضر لامپ‌های LED بازده ای بین ۷۴ تا ۱۲۰ لومن بر وات را دارا می‌باشند و این در حالی است که این مقدار برای لامپ‌های رشته‌ای ۱۰ تا ۱۵ لومن بر وات، برای لامپ‌های کم مصرف ۴۵ تا ۶۵، برای لامپ‌های بخار جیوه ۳۵ تا ۶۰، برای لامپ‌های بخار سدیم ۶۰ تا ۱۱۰ و برای لامپ‌های متال هالید ۷۵ تا ۸۵ لومن بر وات می‌باشند. در زیر نمودار مقایسه بازده نوری انواع لامپ‌ها آورده شده است.
۳) Response Time: لامپ‌های LED به محض رسیدن ولتاژ به آن‌ها روشن می‌شوند (کمتر از20us) ولی به عنوان مثال لامپ‌های متال هالید زمانی بالغ بر ۵ دقیقه لازم دارند تا به حداکثر نور خود برسند، یعنی لامپ‌های LED (پانزده میلیون بار) سریع‌تر روشن می‌شوند. مشکل دیگر لامپ‌های متال هالید این است که اگر این لامپ‌ها بیش از ۵ دقیقه روشن باشند گرم می‌شوند و بعد از خاموشی دیگر فوراً روشن نمی‌شوند. چراکه لامپ گرم‌کننده و سنسور داخل لامپ اجازه روشن شدن مجدد لامپ را تا زمانی که لامپ سرد نشود نمی‌دهد و حدوداً پس از ۳ دقیقه سنسور اجازه ورود ولتاژ را داده و سپس حدود ۴ تا ۵ دقیقه زمان نیاز است تا به حداکثر تولید نور خود برسد.
1. On/off: طول عمر لامپ‌های LED به هیچ وجه تابعی از تعداد روشن و خاموش شدن نیز می‌باشد، و یک از تست‌هایی که لامپ‌های دارای استاندارد در آزمایشگاه‌های همکار سازمان استاندارد ایران، انجام می‌شود، تست کلید زنی است.
2. تنظیم شدت نور: امکان تنظیم نور در لامپ‌های LED با استفاده از تکنولوژی PWM = Pulse Width Modulation که کنترل سطح ولتاژ به کمک تغییر پهنای پالس است و در اکثر میکروکنترلرها موجود است به راحتی امکانپذیر است. (البته توجه داشته باشید که مدار از دیمر پشتیبانی کند)
3. تنظیم زاویه تابش: در لامپ‌های LED نور در تمام جهات منتشر نمی‌شود و به دلیل موجود بودن لنزهایی با زوایای دلخواه نوری، کاملاً قابل کنترل است.

۷) جریان راه‌اندازی: همان‌طور که در بالا ذکر شد لامپ‌های متال هالید ۵ دقیقه زمان نیاز دارند تا به حداکثر نوردهی خود برسند. در این مدت زمان برای یونیزه کردن گاز داخل لامپ نیاز به آمپر بیشتری است. در آزمایش انجام شده مشاهده گردید که در ابتدای روشن شدن لامپ ۴۰۰ وات متال هالید، جریان مصرفی ۷/۲ آمپر بود که این جریان رفته کاهش یافته و پس از ۵ دقیقه به ۵ آمپر رسید. به عبارت دیگر یک لامپ ۴۰۰ واتی متال هالید در مدت زمان راه‌اندازی ۱۱۰۰ وات مصرف خواهد داشت یعنی تقریباً ۳ برابر واتی که باید مصرف کنند. (یعنی در مجموع به میزان 841 Kwh در سال صرفه‌جویی در مصرف برق خواهید داشت) این عملکرد، تجهیزاتی ۳ برابر قوی‌تر را نیاز دارد که پیرو آن هزینه‌های تابلو برق و تجهیزات را افزایش خواهد داد.
1. کاهش نور: کلیه لامپ‌های دیگر با گذشت زمان دچار افت شدید شدت نور می‌گردند.
2. LEDها قابلیت تغذیه هم با جریان AC (البته پس از تبدیل به DC) و هم جریان DC با مصرف کم را دارد، لذا می‌توانند از منابع انرژی خورشیدی یا باتری نیز جهت تأمین نیروی خود استفاده کنند.

## تفاوت LED با لامپ‌های کم مصرف

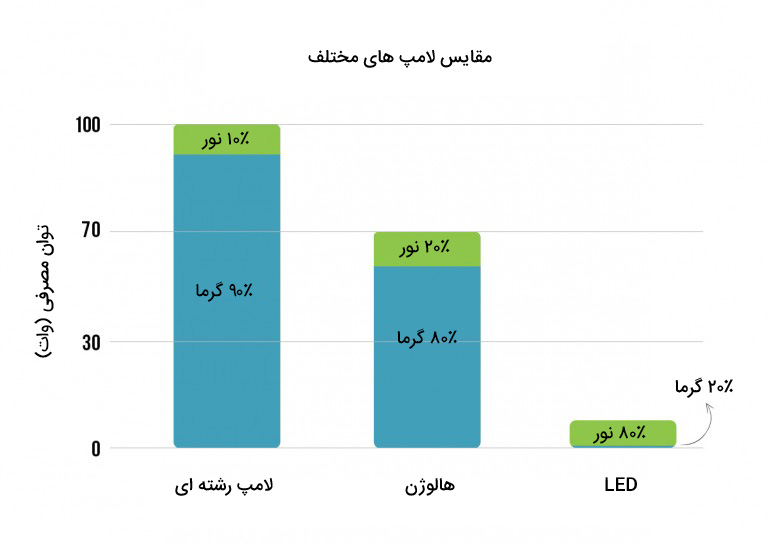
مقایسه انرژی مصرفی لامپ‌های مختلف با نور برابر

لامپ‌های ال‌ای‌دی در مقایسه با لامپ‌های کم مصرف در ازای مصرف برق یک اندازه نور بیشتری (یعنی شار نوری بالاتری) دارند. البته این حالت همیشگی نیست و بسیار بستگی به المان‌های بکار رفته در هر دو نوع لامپ دارد. فقط در زمانی می‌توان گفت که یک لامپ ۱۰ وات LED نور بیشتری از یک لامپ ۱۰ وات کم‌مصرف دارد که المان‌های تشکیل دهنده هر دو لامپ از یک سطح کیفیت برخوردار باشند. همچنین این وضعیت در مورد مقایسه عمر این لامپ‌ها نیز صادق است؛ به صورت نامی عنوان می‌گردد که طبق اطلاعات مندرج بر روی اغلب لامپ‌های ایرانی، لامپ LED در حدود ۲۰۰۰۰ ساعت و لامپ کم‌مصرف دارای ۸۰۰۰ ساعت طول عمر مفید هستند، اما توجه داشته باشید که طول عمر یک لامپ به عوامل متعددی از جمله محل نصب، دمای محیط، تعداد زمان کلیدزنی (خاموش و روشن کردن) آن و … بستگی دارد.
نکته دیگر ساختار داخل تیوب لامپ‌های کم مصرف است. درون لامپ کم مصرف مقدار کمی فلز جیوه وجود دارد که در زمان شکستن لامپ، در محیط منتشر شده و به شدت خطرناک و مسمومیت‌زا است. اما این فقط زمانی اتفاق می‌افتد که این تیوب بشکند، در غیر این صورت استفاده از این لامپ خطری ندارد. (در تمیزکاری پس از شکستن تیوب نباید از جارو برقی استفاده شود).
نکته حائز اهمیت دیگر دور انداختن لامپ کم مصرف است. بیشتر مصرف‌کنندگان این لامپ پس از سوختن یا از کار افتادن آن، آن را به همراه سایر زباله‌ها به درون سطل‌های معمولی زباله می‌اندازند. لامپ کم مصرف به محیط زیست آسیب می‌رساند زیرا در هنگام انتقال یا تجمیع زباله‌ها به احتمال زیاد تیوب این لامپ می‌شکند و جیوه داخل آن به محیط بیرون نشت می‌کند و باعث آلودگی محیطی می‌گردد.

## انواع نور لامپ‌های ال‌ای‌دی (LED)
رنگ نور یک لامپ LED (چراغ ال‌ای‌دی) با معیاری به اسم دمای رنگ بر حسب کلوین توصیف می‌شود. دمای رنگ برای مشخص کردن رنگ منبع نور از طریق مقایسه آن با رنگ یک جسم سیاه تشعشع کننده استاندارد به کار می‌رود. جسم سیاه، چیزی شبیه پلاتین است که هیچ نوری منعکس نمی‌کند و کل نوری که به آن تابیده می‌شود را جذب می‌کند. هر چه عدد دمای رنگ بالاتر باشد، رنگ نور بیشتر به محدوده رنگ‌های سفید و سرد نزدیک است و هر چه این عدد کوچک‌تر باشد رنگ نور به محدوده رنگ‌های گرم نزدیک‌تر است. براین اساس دمای رنگ بیشتر از ۴۰۰۰ کلوین به عنوان نور سرد و دمای رنگ پایین‌تر از ۳۰۰۰ کلوین به عنوان نور گرم در نظر گرفته می‌شود. 

## انواع لامپ ال‌ای‌دی
در ساختار لامپ‌های حبابی که در بازار به ال‌ای‌دی معروف هستند، دیگر مستقیماً از LED استفاده نمی‌شود و به جای آن از دو نوع تراشه SMD و COB است. این تراشه‌ها از ال‌ای‌دی ساخته می‌شوند اما عملکرد بهتری دارند و نسل جدید آن هستند. اس‌ام‌دی مخفف عبارت Surface mount device LED است و به معنای ال ای دی‌های نصب شده بر روی سطح است. هر اس‌ام‌دی از ۳ ال‌ای‌دی به رنگ‌های آبی، سبز و قرمز ساخته می‌شود. با ترکیب تراشه‌های SMD رنگ‌های بسیاری می‌توان تاباند. COB مخفف عبارت chip on board است و هر چیپ آن از کنار هم قرار گرفتن ۹ عدد دیود ال‌ای‌دی ساخته شده است.
با توجه به ابعاد کوچک‌تر SMD در مقایسه با LED، با به کارگیری تکنولوژی SMD در محصولات، می‌توان مدل‌های متنوع با رنگ‌ها و توان‌های مختلف در اندازه کوچک‌تر ساخت. امروزه در اکثر لامپ‌های حبابی ال‌ای‌دی از تکنولوژی SMD استفاده شده است. اس‌ام‌دی تنوع رنگ زیادی دارد و از توان‌های کم مانند ۵ وات تا توان ۱۵۰۰ وات نیز تولید می‌شود. رنگ نورهای ایجادشده توسط این نوع لامپ نیز بسیار زیاد است و یک منبع نوری عالی و بدون هیچ‌گونه آسیب به محیط زیست هستند. یک لامپ اس‌ام‌دی به‌طور متوسط بیش از ۱۵۰۰۰ ساعت عمر می‌کند.